# Libellula pontica
Libellula pontica é uma espécie de libelinha da família Libellulidae. 
Pode ser encontrada nos seguintes países: Arménia, Irão, Iraque, Israel, Jordânia, Quirguistão, Síria e Turquia. 
Os seus habitats naturais são: pântanos,  lagoas e canais e fossos. 
Está ameaçada por perda de habitat. 